# Grand Guignol
Le Théâtre du Grand-Guignol, conocido como el Grand Guignol, fue un teatro del distrito Pigalle de París, Francia. Desde su apertura en 1897 hasta que fue cerrado en 1962 se especializó en shows de terror naturalista. Su nombre es usado a menudo para referirse al entretenimiento gráfico y amoral de terror, un género que fue popular desde el teatro jacobino e isabelino hasta los filmes de slasher de hoy.

## Teatro
El teatro fue fundado en 1897 por Oscar Metenier, quien lo planificó como un espacio para actuaciones naturalistas. El sitio era el más pequeño del país, con 293 asientos.
Previamente había sido una capilla y se notaba en sus boxes que parecían confesionarios  y en los ángeles que había sobre la orquesta. Aunque la arquitectura significó algunos obstáculos, el diseño que originalmente fue una molestia se convirtió en un beneficio al momento de publicitar el teatro. La mueblería opaca y las estructuras góticas posicionadas esporádicamente en las paredes del edificio generaban una sensación de terror desde el momento en que se ingresaba. 
La gente llegaba a ser parte de una experiencia, no un show. La audiencia del Grand Guignol resistía el terror de los shows porque querían "sentir" algo fuerte. Muchos concurrían el show para sentirse excitados. Bajo los palcos había boxes (originalmente construidos para que las monjas pudiesen observar las misas) a los cuales la audiencia podía concurrir por un precio, ya que se excitaban demasiado durante el espectáculo. Se dice que los espectadores se volvían tan ruidosos dentro de los boxes que los actores a veces rompían personaje y les gritaban que hicieran silencio. Al contrario, muchos espectadores no podían resistir la brutalidad de las acciones en el escenario. Frecuentemente los "efectos especiales" eran demasiado realistas y algún espectador se desmayaba o vomitaba durante el espectáculo. Maurey aprovechaba la brutalidad contratando doctores para que estuviesen presentes como una maniobra de márketing.
El teatro debía su nombre a Guiñol (Guignol), un personaje tradicional de la titerería de Lyon, que unía el comentario político con el estilo de Punch y Judy.
El mejor momento del teatro fue en el periodo de entreguerras, cuando era frecuentado por la realeza y las celebridades, quienes concurrían vestidos de gala.

## Personas importantes

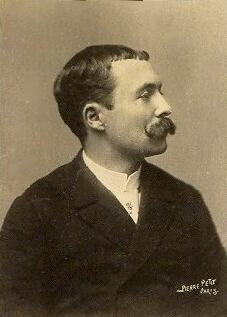
Oscar Méténier

Oscar Méténier fue el fundador y primer director del Grand Guignol. Bajo su dirección el teatro produjo obras sobre clases sociales que no se consideraban apropiadas para otros teatros: prostitutas, criminales, chicos de la calle y otros de la casta inferior de la sociedad parisina.
André Antoine fue el fundador del Teatro Libre y colaborador de Méténier. Su teatro le dio a Méténier un modelo básico para el teatro Grand Guignol.
Max Maurey fue director desde 1898 hasta 1914. Maurey reenfocó el teatro hacia las obras de terror que le darían fama, y juzgaba a cada espectáculo por el número de espectadores desmayados; el promedio eran dos desmayos cada tarde. Maurey descubrió a André de Lorde, quien se volvería el guionista más importante del teatro.
André de Lorde fue el guionista principal del teatro entre 1901 y 1926. Escribió al menos 100 obras para el Grand Guignol, tales como La vieja mujer, La dáxima tortura, Un crimen en el loquero entre otras. Colaboró con el psicólogo experimental Alfred Binet para crear obras sobre la locura, uno de los temas favoritos y más recurrentes del teatro.
Camille Choisy fue director del teatro entre 1914 y 1930. Contribuyó con su experiencia en efectos especiales y escenografía para construir el estilo distintivo del teatro.
Paula Maxa fue una de las actrices más conocidas del Grand Guignol. Desde 1917 hasta la década de 1930, actuaba frecuentemente de víctima y fue conocida como "la mujer más asesinada del mundo". Durante su carrera en el Grand Guignol, los personajes de Maxa fueron asesinados más de 10 000 veces mediante al menos 60 formas distintas y fueron violadas al menos 3000 veces. 
Jack Jouvin fue director del teatro desde 1930 hasta 1937. Cambió el enfoque del teatro, con obras que ya no trataban sobre terror grotesco sino drama psicológico. Bajo su liderazgo la popularidad del teatro decayó, y tras la Segunda Guerra Mundial no tuvo buena concurrencia.
Charles Nonon fue el último director del teatro.

## Obras

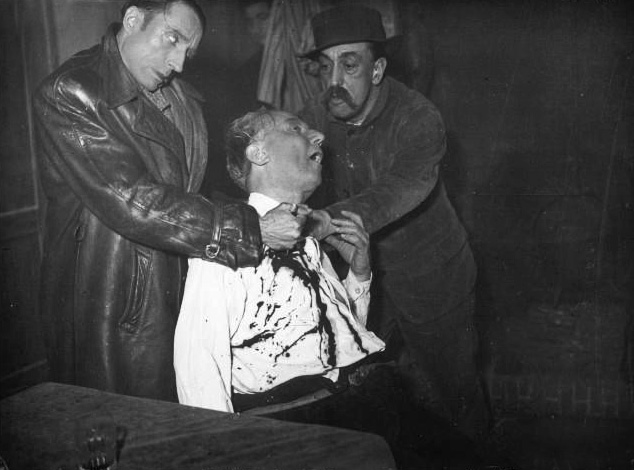
Una escena de 1937 del Grand Guignol

En una típica performance del Grand Guignol la audiencia vería cinco o seis obras cortas, en un estilo que intentaba adherir brutalmente a los ideales naturalisticos del teatro. Las más populares y renombradas eran las obras de terror, con una visión del mundo pesimista y efectos especiales sangrientos, particularmente en sus finales. Los horrores que se veían en el Grand Guignol generalmente no eran de tipo supernatural, sino que estas obras exploraban estados alterados tales como la locura, la hipnosis o el pánico. Para maximizar el efecto, las obras de terror eran alternadas con comedias, un repertorio conocido como "duchas frías y calientes."
Algunos ejemplos de obras vistas en el Grand Guignol:
- Le Laboratoire Des Hallucinations, de André de Lorde: Cuando un doctor encuentra al amante de su esposa en su sala de operaciones, le realiza una gráfica cirugía cerebral que convierte al adúltero en un semi-zombi con alucinaciones.
- Un Crime dans une Maison de Fous, de André de Lorde: Dos ancianas en un asilo psiquiátrico usan un tijeras para removerle la vista a una linda joven internada por celos.
- L'Horrible Passion, de André de Lorde: Una niñera estrangula a los chicos que tiene a su cuidado.
- Le Baiser dans la Nuit, de Maurice Level: Una joven visita a un hombre cuya cara le desfiguró con ácido, y él se venga de ella.

## Clausura

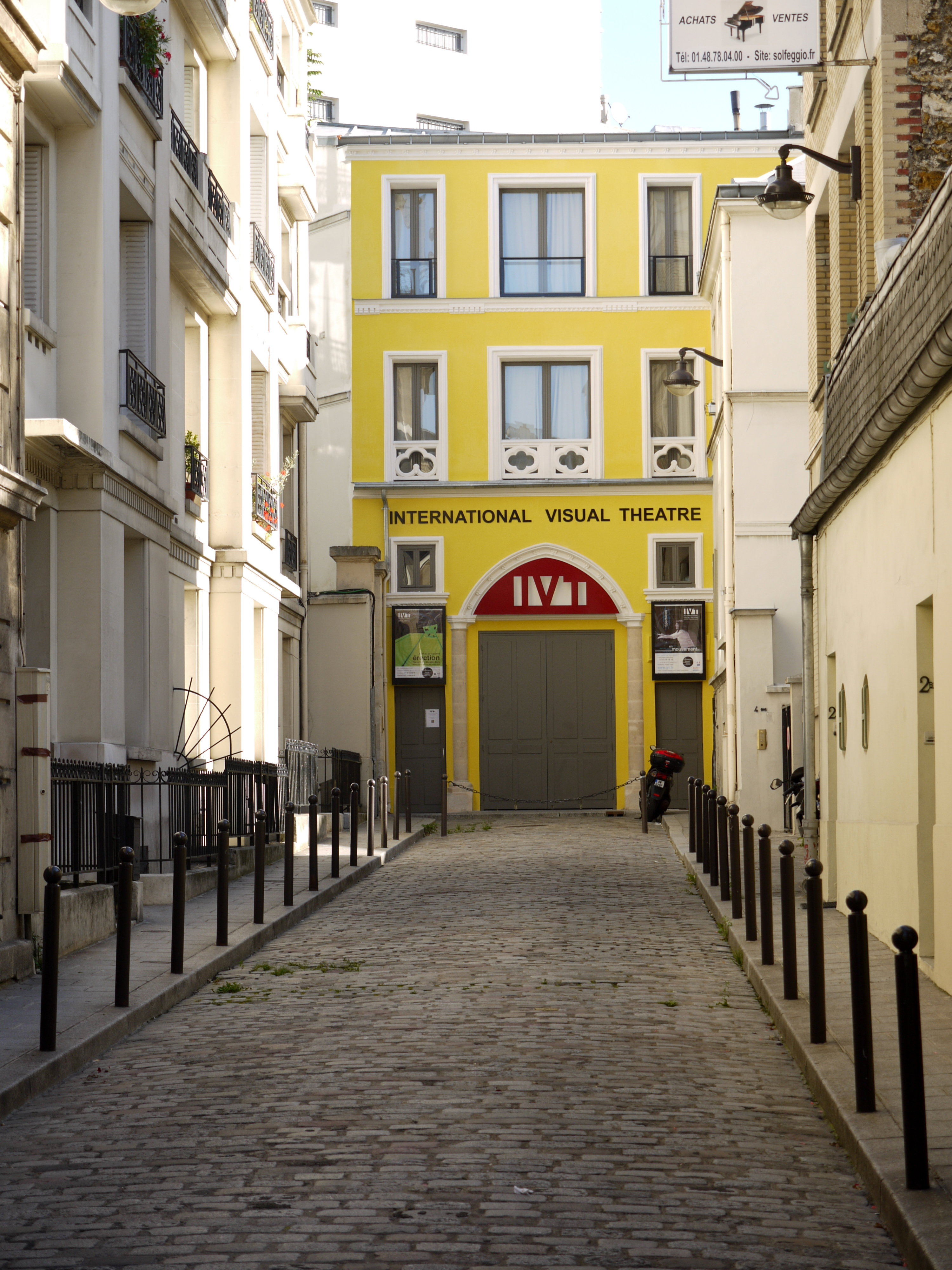
La ubicación anterior del Grand Guignol

Las audiencias dejaron de concurrir al Grand Guignol en los años posteriores a la Segunda Guerra Mundial, y el teatro cerró en 1962. La administración le atribuía el cierre en parte al hecho de que los falsos horrores del teatro fueron eclipsados por los reales eventos del Holocausto dos décadas antes. "Nunca podríamos igualar a Buchenwald", dijo su último director, Charles Nonon. "Antes de la guerra, todos sentían que lo que estaba pasando en el escenario era imposible. Ahora sabemos que esto, y más, es posible en la realidad", agregó el director.
El edificio del Grand Guignol todavía existe. Es ocupado por el Teatro Internacional Visual, una compañía dedicada a realizar obras en lengua de señas.

## Análisis temático y estructural
Aunque el Grand Guignol original intentaba presentar un terror naturalista, los espectáculos parecerían melodramáticos y exagerados para la audiencia de hoy. Por esta razón, el término se aplica a menudo a películas y obras de una naturaleza estilizada con actuación exagerada, melodrama y efectos teatrales como Sweeney Todd, Sleepy Hollow, Quills y las películas de Hammer Productions que las precedieron. What Ever Happened to Baby Jane?; Hush… Hush, Sweet Charlotte; What Ever Happened to Aunt Alice?; What's the Matter with Helen?; Night Watch y Whoever Slew Auntie Roo? forman una subrama del género llamado Grande Dame Guignol, por su uso de actrices famosas pero envejecidas en filmes de terror sensacional.
Las audiencias tenían reacciones fuertes a los modernos y perturbadores temas que las obras presentaban. Uno de los temas más prevalentes en las teatralizaciones era la desmoralización y corrupción de la ciencia. El "doctor malvado" era un cliché reocurrente en los shows de terror que se presentaban. El show popular El sistema del Doctor Goudron y Profesor Plume, de André de Lorde, es un ejemplo típico de las teatralizaciones de doctores que se llevaban a cabo. El Dr. Goudron es representado como un maníaco, loco y desconfiable. Se lo ve "revoloteando nerviosamente" y "saltando en un escritorio y gesticulando". Más tarde Lorde muestra al científico de manera violenta, con Goudron intentando arrancar un ojo y luego morder las manos de los guardias. Durante estos tiempos, la curiosidad y el escepticismo plagaban la ciencia y la medicina. La representación de los científicos en el Grand Guignol reflejaba la actitud pública de miedo y odio. La ciencia médica tenía una reputación de "terror e infamia particular". La clase media parisina entendía que la ciencia existía en un mundo de frivolidad y falsedad, mientras que el arte existía en un mundo de honestidad.
Los temas que el Grand Guignol introdujo en el género del terror impactan al género hasta el día de hoy. La introducción del naturalismo por parte del Grand Guignol al terror "desenmascaró la brutalidad de la cultura contemporánea". Previamente, el terror servía como escapismo, lidiando con lo supernatural e irrelacionable. Luego de que el teatro introdujo temas relacionables en el género, la audiencia logró visualizar la historia mientras sucedía y por ende sentía mayor terror. El Grand Guignol transformó el género del terror en algo significativo. El terror se volvió un vehículo para las ideas y la filosofía donde "profundos pensamientos daban lugar a espectáculo, el espectáculo a la violencia y la sangre, hasta que en el final había poco más que sangre". Hoy el género del terror abre con "optimismo y esperanza", lo cual "se marchita ante violencia caótica, al azar e inevitable".

## Legado
El Grand Guignol revivió cortamente en Londres en la década de 1920 bajo la dirección de Jose Levy, donde atrajo a talentos como Sybil Thorndike y Noël Coward, y una serie de cortos "Grand Guignol" (con guiones originales, no adaptaciones) se realizó a la vez, dirigido por Fred Paul. Algunas de estas películas existen en el BFI National Archive.
El Grand Guignol otra vez fue revivido en Londres en 1945 bajo la dirección de Frederick Witney, donde tuvo una duración de dos temporadas en el Teatro Granville. Incluía estrenos de trabajos originales de Witney así como adaptaciones de las obras francesas originales.
En años recientes, el escritor y director inglés Richard Mazda reintrodujo el Grand Guignol a las audiencias de Nueva York. Su troupe de actores, The Queens Players, realizó seis producciones de obras del Grand Guignol, y Mazda escribió nuevas obras en el estilo clásico Guignol. La sexta producción, Teatro del miedo, incluyó Le Systéme du Dr. Goudron et Pr. Plume (adaptación del cuento El sistema del Dr. Tarr y el profesor Fether, de Edgar Allan Poe), así como dos obras originales, Double Crossed y The Good Death, además de El corazón delator, también de Edgar Allan Poe.